# Пелипенко Андрій Анатолійович
Андрій Анатолійович Пелипенко (рос. Пелипенко Андрей Анатольевич; 3 листопада 1960, Калуга, РРФСР — 1 грудня 2016, Москва, Росія) — російський культуролог, філософ, художник, літератор. Кандидат мистецтвознавства, доктор філософських наук, професор.

## Біографія
Мистецьку освіту здобув у Московському художньому училищі пам'яті 1905 року. З 1982 працює живописцем у різних жанрах і напрямах від реалізму і неосимволізму до сюрреалізму і абстрактного експресіонізму. Багато працював у жанрі портрета.
У 1994 році закінчив Московський державний університет імені Ломоносова за спеціальністю «мистецтвознавець», «історик мистецтва».
Сфери наукових інтересів: теорія культури, історична та культурна антропологія, психологія творчості. Автор кількох наукових монографій, понад сто статей, більше тисячі живописних і графічних робіт і ряду літературних творів.

## Громадянська позиція
В березні 2014 року підписав листа «Ми з Вами!» КіноСоюзу на підтримку України.

## Праці
- А. А. Пелипенко. Судьба русской матрицы [Архівовано 28 березня 2015 у Wayback Machine.]
- А. А. Пелипенко, И. Г. Яковенко. Культура как система. — М.: Изд-во «Языки русской культуры», 1998
- А. А. Пелипенко, И. Г. Яковенко. Специфика российской политической культуры [Архівовано 5 березня 2016 у Wayback Machine.].